# Vuelo 505 de Aeroflot
El Vuelo 505 de Aeroflot se estrelló después de despegar en Tashkent. El vuelo 505 fue un vuelo a primera hora de la mañana entre Tashkent y Shahrisabz, ambos en la República Socialista Soviética de Uzbekistán, hoy en día Uzbekistán. El avión despegó apenas minuto y medio después de que lo hubiese hecho un Ilyushin Il-76, encontrándose con su estela turbulenta. El Yakovlev Yak-40 empezó entonces a girarse a la derecha, impactando contra el suelo e incendiándose. Las nueve personas a bordo murieron.